# Oliver Turvey
Oliver Turvey (ur. 1 kwietnia 1987 w Penrith) – brytyjski kierowca wyścigowy.

## Życiorys

### Początki kariery
Brytyjczyk karierę rozpoczął w roku 1996, od startów w kartingu. W 2003 roku przeszedł do wyścigów samochodów jednomiejscowych, debiutując w Brytyjskiej Formule Zip (zajął w niej 4. pozycję w końcowej klasyfikacji).

### Formuła BMW i Renault
W latach 2004–2006 brał udział w Brytyjskiej Formule BMW. Najlepiej spisał się w ostatnim podejściu, kiedy to zmagania zakończył na 2. miejscu (poprzednio zajął w niej odpowiednio 7. i 8. lokatę). W sezonie 2007 reprezentował szwajcarską ekipę Jenzer Motorsport w Europejskiej Formule Renault. Najlepiej spisał się podczas drugiego wyścigu, na niemieckim torze Nürburgring, gdzie dojechał na trzecim miejscu. Ostatecznie został w niej sklasyfikowany na 7. pozycji w generalnej klasyfikacji. Oprócz regularnych startów w europejskim cyklu, Turvey wziął udział w kilku wyścigach włoskiej serii.

### Formuła 3
W roku 2008 awansował do Brytyjskiej Formuły 3, w której to ścigał się w mistrzowskiej brytyjskiej ekipie Carlin Motorsport. Ostatecznie sięgnął w niej po tytuł wicemistrzowski, ulegając jedynie młodszemu zespołowemu partnerowi, Hiszpanowi Jaime Alguersuari. W ciągu sezonu Brytyjczyk trzynastokrotnie stanął na podium, z czego cztery razy na najwyższym stopniu.

### World Series by Renaault
W 2009 roku przeniósł do Formuły Renault 3.5, gdzie również reprezentował zespół Trevora Carlina. Debiutancki sezon Oliver mógł zaliczyć do bardzo udanych, zważywszy na zajęcie 4. pozycji w końcowej klasyfikacji, najlepszej wśród debiutantów. W ciągu siedemnastu wyścigów Brytyjczyk pięciokrotnie stanął na podium, w tym raz zwyciężył, na trudnym technicznie, ulicznym torze w Monako (dzień wcześniej sięgnął po pole position).

### Seria GP2
Dzięki dobrym wynikom oraz uzyskaniu odpowiedniego budżetu, Oliver Turvey podpisał kontrakt z brytyjską stajnią iSport International, na starty zarówno w azjatyckiej, jak i europejskiej serii GP2.
W obu seriach rywalizację ukończył na 6. pozycji. W pierwszej z nich w ciągu ośmiu wyścigów, pięciokrotnie dojeżdżał na punktowanym miejscu, odnotowując przy tym jedno zwycięstwo, w pierwszym wyścigu, na torze w Abu Zabi. W drugiej z kolei trzynastokrotnie zdobył punkty, cztery razy stając na podium. W kończącym cykl rundzie na torze Yas Marina, Turvey sięgnął po pole position.
Jego kariera jest sponsorowana przez „Racing Steps Foundation”.

## Wyniki

### GP2
| Legenda oznaczeń w tabelach wyników Wyświetl szablon na nowej stronie | Legenda oznaczeń w tabelach wyników Wyświetl szablon na nowej stronie                                                                     |
| Oznaczenie                                                            | Wyjaśnienie |
| --------------------------------------------------------------------- | --- |
| Złoty                                                                 | Zwycięzca lub mistrzostwo |
| Srebrny                                                               | 2. miejsce lub wicemistrzostwo |
| Brązowy                                                               | 3. miejsce lub II wicemistrzostwo |
| Zielony                                                               | Ukończył, punktował (w klasyfikacji generalnej, gdy zdobył co najmniej jeden punkt na przestrzeni sezonu, poza trzema powyższymi opcjami) |
| Niebieski                                                             | Ukończył, nie punktował (w klasyfikacji generalnej, gdy nie zdobył co najmniej jednego punktu na przestrzeni sezonu)                      |
| Czerwony                                                              | Nie zakwalifikował się (NZ) |
| Czerwony                                                              | Nie prekwalifikował się (NPK) |
| Różowy                                                                | Nie ukończył (NU) |
| Różowy                                                                | Niesklasyfikowany (NS) (w klasyfikacji generalnej, gdy nie został sklasyfikowany w żadnym wyścigu sezonu)                                 |
| Czarny                                                                | Zdyskwalifikowany (DK) |
| Czarny                                                                | Wykluczony (WYK/EX) |
| Biały                                                                 | Nie wystartował (NW) |
| Biały                                                                 | Kontuzjowany (K/INJ) |
| Biały                                                                 | Wyścig odwołany (OD/C) |
| Bez koloru                                                            | Został wycofany (WYC/WD) |
| Bez koloru                                                            | Nie przybył (NP/DNA) |
| Bez koloru                                                            | Nie brał udziału w treningach (NT/DNP) |
| Bez koloru                                                            | Nie został zgłoszony (–) |
| Pogrubienie                                                           | Start z pole position |
| Kursywa                                                               | Najszybsze okrążenie wyścigu |
| †                                                                     | Nie ukończył, ale jego rezultat został zaliczony ze względu na przejechanie więcej niż 90% dystansu wyścigu.                              |
| *                                                                     | Sezon w trakcie |
| 1/2/3                                                                 | Punktowana pozycja w sprincie kwalifikacyjnym                                                                                             |
| Lista systemów punktacji Formuły 1                                    | |

| Rok  | Zespół               | Wyniki w poszczególnych eliminacjach | Wyniki w poszczególnych eliminacjach | Wyniki w poszczególnych eliminacjach | Wyniki w poszczególnych eliminacjach | Wyniki w poszczególnych eliminacjach | Wyniki w poszczególnych eliminacjach | Wyniki w poszczególnych eliminacjach | Wyniki w poszczególnych eliminacjach | Wyniki w poszczególnych eliminacjach | Wyniki w poszczególnych eliminacjach | Wyniki w poszczególnych eliminacjach | Wyniki w poszczególnych eliminacjach | Wyniki w poszczególnych eliminacjach | Wyniki w poszczególnych eliminacjach | Wyniki w poszczególnych eliminacjach | Wyniki w poszczególnych eliminacjach | Wyniki w poszczególnych eliminacjach | Wyniki w poszczególnych eliminacjach | Wyniki w poszczególnych eliminacjach | Wyniki w poszczególnych eliminacjach | Punkty | Pozycja |
| ---- | -------------------- | ------------------------------------ | ------------------------------------ | ------------------------------------ | ------------------------------------ | ------------------------------------ | ------------------------------------ | ------------------------------------ | ------------------------------------ | ------------------------------------ | ------------------------------------ | ------------------------------------ | ------------------------------------ | ------------------------------------ | ------------------------------------ | ------------------------------------ | ------------------------------------ | ------------------------------------ | ------------------------------------ | ------------------------------------ | ------------------------------------ | ------ | ------- |
| 2010 | iSport International | ESP                                  | ESP                                  | MON                                  | MON                                  | TUR                                  | TUR                                  | VAL                                  | VAL                                  | GBR                                  | GBR                                  | DEU                                  | DEU                                  | HUN                                  | HUN                                  | BEL                                  | BEL                                  | ITA                                  | ITA                                  | ARE                                  | ARE                                  | 47     | 6       |
| 2010 | iSport International | 5                                    | 5                                    | 15                                   | 15                                   | 14                                   | 18                                   | NU                                   | 12                                   | 8                                    | 2                                    | 8                                    | 2                                    | 4                                    | 5                                    | 6                                    | 5                                    | 3                                    | 6                                    | 2                                    | 17                                   | 47     | 6       |
| 2011 | Carlin               | TUR                                  | TUR                                  | ESP                                  | ESP                                  | MON                                  | MON                                  | VAL                                  | VAL                                  | GBR                                  | GBR                                  | DEU                                  | DEU                                  | HUN                                  | HUN                                  | BEL                                  | BEL                                  | ITA                                  | ITA                                  |                                      |                                      | 0      | 25      |
| 2011 | Carlin               | -                                    | -                                    | -                                    | -                                    | 14                                   | 8                                    | -                                    | -                                    | -                                    | -                                    | -                                    | -                                    | -                                    | -                                    | -                                    | -                                    | -                                    | -                                    |                                      |                                      | 0      | 25      |

### Azjatycka Seria GP2
| Legenda oznaczeń w tabelach wyników Wyświetl szablon na nowej stronie | Legenda oznaczeń w tabelach wyników Wyświetl szablon na nowej stronie                                                                     |
| Oznaczenie                                                            | Wyjaśnienie |
| --------------------------------------------------------------------- | --- |
| Złoty                                                                 | Zwycięzca lub mistrzostwo |
| Srebrny                                                               | 2. miejsce lub wicemistrzostwo |
| Brązowy                                                               | 3. miejsce lub II wicemistrzostwo |
| Zielony                                                               | Ukończył, punktował (w klasyfikacji generalnej, gdy zdobył co najmniej jeden punkt na przestrzeni sezonu, poza trzema powyższymi opcjami) |
| Niebieski                                                             | Ukończył, nie punktował (w klasyfikacji generalnej, gdy nie zdobył co najmniej jednego punktu na przestrzeni sezonu)                      |
| Czerwony                                                              | Nie zakwalifikował się (NZ) |
| Czerwony                                                              | Nie prekwalifikował się (NPK) |
| Różowy                                                                | Nie ukończył (NU) |
| Różowy                                                                | Niesklasyfikowany (NS) (w klasyfikacji generalnej, gdy nie został sklasyfikowany w żadnym wyścigu sezonu)                                 |
| Czarny                                                                | Zdyskwalifikowany (DK) |
| Czarny                                                                | Wykluczony (WYK/EX) |
| Biały                                                                 | Nie wystartował (NW) |
| Biały                                                                 | Kontuzjowany (K/INJ) |
| Biały                                                                 | Wyścig odwołany (OD/C) |
| Bez koloru                                                            | Został wycofany (WYC/WD) |
| Bez koloru                                                            | Nie przybył (NP/DNA) |
| Bez koloru                                                            | Nie brał udziału w treningach (NT/DNP) |
| Bez koloru                                                            | Nie został zgłoszony (–) |
| Pogrubienie                                                           | Start z pole position |
| Kursywa                                                               | Najszybsze okrążenie wyścigu |
| †                                                                     | Nie ukończył, ale jego rezultat został zaliczony ze względu na przejechanie więcej niż 90% dystansu wyścigu.                              |
| *                                                                     | Sezon w trakcie |
| 1/2/3                                                                 | Punktowana pozycja w sprincie kwalifikacyjnym                                                                                             |
| Lista systemów punktacji Formuły 1                                    | |

| Rok       | Zespół                  | Wyniki w poszczególnych eliminacjach | Wyniki w poszczególnych eliminacjach | Wyniki w poszczególnych eliminacjach | Wyniki w poszczególnych eliminacjach | Wyniki w poszczególnych eliminacjach | Wyniki w poszczególnych eliminacjach | Wyniki w poszczególnych eliminacjach | Wyniki w poszczególnych eliminacjach | Punkty | Pozycja |
| --------- | ----------------------- | ------------------------------------ | ------------------------------------ | ------------------------------------ | ------------------------------------ | ------------------------------------ | ------------------------------------ | ------------------------------------ | ------------------------------------ | ------ | ------- |
| 2009/2010 | iSport International    | ARE                                  | ARE                                  | ARE                                  | ARE                                  | BHR                                  | BHR                                  | BHR                                  | BHR                                  | 17     | 6       |
| 2009/2010 | iSport International    | 8                                    | 4                                    | 1                                    | 5                                    | 9                                    | 6                                    | 9                                    | 11                                   | 17     | 6       |
| 2011      | Ocean Racing Technology | ARE                                  | ARE                                  | ITA                                  | ITA                                  |                                      |                                      |                                      |                                      | 0      | 16      |
| 2011      | Ocean Racing Technology | 18                                   | 19                                   | 14                                   | 8                                    |                                      |                                      |                                      |                                      | 0      | 16      |

### Formuła Renault 3.5
| Legenda oznaczeń w tabelach wyników Wyświetl szablon na nowej stronie | Legenda oznaczeń w tabelach wyników Wyświetl szablon na nowej stronie                                                                     |
| Oznaczenie                                                            | Wyjaśnienie |
| --------------------------------------------------------------------- | --- |
| Złoty                                                                 | Zwycięzca lub mistrzostwo |
| Srebrny                                                               | 2. miejsce lub wicemistrzostwo |
| Brązowy                                                               | 3. miejsce lub II wicemistrzostwo |
| Zielony                                                               | Ukończył, punktował (w klasyfikacji generalnej, gdy zdobył co najmniej jeden punkt na przestrzeni sezonu, poza trzema powyższymi opcjami) |
| Niebieski                                                             | Ukończył, nie punktował (w klasyfikacji generalnej, gdy nie zdobył co najmniej jednego punktu na przestrzeni sezonu)                      |
| Czerwony                                                              | Nie zakwalifikował się (NZ) |
| Czerwony                                                              | Nie prekwalifikował się (NPK) |
| Różowy                                                                | Nie ukończył (NU) |
| Różowy                                                                | Niesklasyfikowany (NS) (w klasyfikacji generalnej, gdy nie został sklasyfikowany w żadnym wyścigu sezonu)                                 |
| Czarny                                                                | Zdyskwalifikowany (DK) |
| Czarny                                                                | Wykluczony (WYK/EX) |
| Biały                                                                 | Nie wystartował (NW) |
| Biały                                                                 | Kontuzjowany (K/INJ) |
| Biały                                                                 | Wyścig odwołany (OD/C) |
| Bez koloru                                                            | Został wycofany (WYC/WD) |
| Bez koloru                                                            | Nie przybył (NP/DNA) |
| Bez koloru                                                            | Nie brał udziału w treningach (NT/DNP) |
| Bez koloru                                                            | Nie został zgłoszony (–) |
| Pogrubienie                                                           | Start z pole position |
| Kursywa                                                               | Najszybsze okrążenie wyścigu |
| †                                                                     | Nie ukończył, ale jego rezultat został zaliczony ze względu na przejechanie więcej niż 90% dystansu wyścigu.                              |
| *                                                                     | Sezon w trakcie |
| 1/2/3                                                                 | Punktowana pozycja w sprincie kwalifikacyjnym                                                                                             |
| Lista systemów punktacji Formuły 1                                    | |

| Rok  | Zespół            | Wyniki w poszczególnych eliminacjach | Wyniki w poszczególnych eliminacjach | Wyniki w poszczególnych eliminacjach | Wyniki w poszczególnych eliminacjach | Wyniki w poszczególnych eliminacjach | Wyniki w poszczególnych eliminacjach | Wyniki w poszczególnych eliminacjach | Wyniki w poszczególnych eliminacjach | Wyniki w poszczególnych eliminacjach | Wyniki w poszczególnych eliminacjach | Wyniki w poszczególnych eliminacjach | Wyniki w poszczególnych eliminacjach | Wyniki w poszczególnych eliminacjach | Wyniki w poszczególnych eliminacjach | Wyniki w poszczególnych eliminacjach | Wyniki w poszczególnych eliminacjach | Wyniki w poszczególnych eliminacjach | Punkty | Pozycja |
| ---- | ----------------- | ------------------------------------ | ------------------------------------ | ------------------------------------ | ------------------------------------ | ------------------------------------ | ------------------------------------ | ------------------------------------ | ------------------------------------ | ------------------------------------ | ------------------------------------ | ------------------------------------ | ------------------------------------ | ------------------------------------ | ------------------------------------ | ------------------------------------ | ------------------------------------ | ------------------------------------ | ------ | ------- |
| 2009 | Carlin Motorsport | CAT                                  | CAT                                  | BEL                                  | BEL                                  | MON                                  | HUN                                  | HUN                                  | GBR                                  | GBR                                  | FRA                                  | FRA                                  | PRT                                  | PRT                                  | DEU                                  | DEU                                  | ARA                                  | ARA                                  | 93     | 4       |
| 2009 | Carlin Motorsport | 4                                    | 11                                   | 6                                    | 14                                   | 1                                    | 8                                    | NU                                   | 3                                    | 3                                    | 3                                    | 10                                   | NU                                   | 6                                    | 4                                    | NU                                   | 2                                    | 5                                    | 93     | 4       |

### Podsumowanie
| Sezon     | Seria                                 | Zespół                    | Wyścigi          | Zwycięstwa       | PP               | NO               | Podium           | Punkty           | Pozycja          |
| --------- | ------------------------------------- | ------------------------- | ---------------- | ---------------- | ---------------- | ---------------- | ---------------- | ---------------- | ---------------- |
| 2004      | Formuła BMW UK                        |                           | 20               | 1                | 0                | 0                | 1                |                  |                  |
| 2005      | Formuła BMW UK                        |                           | 17               | 0                | 1                | 2                | 6                |                  |                  |
| 2006      | Formuła BMW UK                        | Matt Howson               | 14               | 5                | 7                | 2                | 10               | 209              | 2                |
| 2007      | Włoska Formuła Renault                | Jenzer Motorsport         | 14               | 0                | 0                | 0                | 2                | 176              | 9                |
| 2007      | Europejski Puchar Formuły Renault 2.0 | Jenzer Motorsport         | 13               | 0                | 0                | 0                | 1                | 51               | 8                |
| 2008      | Brytyjska Formuła 3                   | Carlin Motorsport         | 22               | 4                | 4                | 4                | 13               | 234              | 2                |
| 2009      | Formuła Renault 3.5                   | Carlin Motorsport         | 2                | 0                | 0                | 0                | 0                | 0                | 25               |
| 2009-10   | Azjatycka seria GP2                   | iSport International      | 8                | 1                | 0                | 0                | 1                | 17               | 6                |
| 2010      | Seria GP2                             | iSport International      | 20               | 0                | 1                | 0                | 3                | 47               | 6                |
| 2011      | Azjatycka Seria GP2                   | Ocean Racing Technology   | 4                | 0                | 0                | 0                | 0                | 0                | 16               |
| 2011      | Seria GP2                             | Carlin                    | 2                | 0                | 0                | 0                | 0                | 0                | 25               |
| 2012      | Formuła 1                             | Vodafone McLaren Mercedes | Kierowca testowy | Kierowca testowy | Kierowca testowy | Kierowca testowy | Kierowca testowy | Kierowca testowy | Kierowca testowy |
| 2013      | Formuła 1                             | Vodafone McLaren Mercedes | Kierowca testowy | Kierowca testowy | Kierowca testowy | Kierowca testowy | Kierowca testowy | Kierowca testowy | Kierowca testowy |
| 2014      | 24h Le Mans – LMP2                    | Jota Sport                | 1                | 1                | 0                | 0                | 1                | N/A              | 1                |
| 2014/2015 | Formuła E                             | China Racing              | 2                | 0                | 0                | 0                | 0                | 4                | 22               |
| 2015      | 24h Le Mans – LMP2                    | Jota Sport                | 1                | 0                | 0                | 0                | 1                | N/A              | 2                |

## Nagrody i wyróżnienia
- W 2006 roku został uhonorowany nagrodą McLaren Autosport Award, na najbardziej obiecującego brytyjskiego kierowcę roku.
- W 2006 roku został uznany przez Autosport najbardziej obiecującym brytyjskim kierowcą roku.